# Fouad Abou Nader
 (septembre 2020).
Si vous disposez d'ouvrages ou d'articles de référence ou si vous connaissez des sites web de qualité traitant du thème abordé ici, merci de compléter l'article en donnant les références utiles à sa vérifiabilité et en les liant à la section « Notes et références ».
Fouad Abou Nader (né en 1956) est un homme politique libanais, fils d’Antoine Abou Nader et de Claude Pierre Gemayel.

## Biographie
Il est né le 27 juin 1956 à Baskinta, au Metn-Nord. Il est le neveu de Béchir Gemayel, fondateur des Forces libanaises (FL), et petit-fils de Pierre Gemayel, fondateur du Parti Démocrate Social Kataëb.
Après une scolarité au collège Notre-Dame de Jamhour et au collège des Frères Mont-La-Salle, il rejoint l’American University of Beirut mais en raison de la guerre, il poursuit ses études à l’Université Saint-Joseph où il obtint son diplôme de médecine en 1982.
Il adhère au Parti Démocrate Social Kataëb au début des années 1970. Membre des «Bejin» (BG, dirigés par Bachir Gemayel) représentés au Conseil Militaire des Kataëb, il participe dès 1974 à sa première bataille contre les Palestiniens à Dekwaneh. Dès 1979, et alors que les Forces libanaises sont en pleine formation, il est nommé à la tête des opérations. Il crée avec son beau-frère Fadi Frem, le Saddem, la troupe d’élite des FL ainsi que les Wahadet (unités) Adonis. Bras droit de Bachir Gemayel devenu Président de la République en 1982, il accède au poste de chef d’état-major des FL cette année-là. En 1984,  alors que des dissensions existent entre trois courants différents au sein des Forces libanaises, il  est le candidat appuyé par Amine Gemayel, et emporte le commandement en chef des FL,  renforçant ainsi le parti Kataëb.
En 1985,  il est victime des rivalités entre les trois courants, et est limogé au profit d'Élie Hobeika, qui s'est allié avec Samir Geagea et Karim Pakradouni, tous cadres des FL. 
Commandant en chef et Président du Conseil de Commandement des FL, il s'oppose, dans la ligne d'Amine Gemayel, à l'accord tripartite du 28 décembre 1985 entre les trois principales milices (FL, celles du Parti  socialiste progressiste de Walid Joumblatt et Amal de Nabih Berri). Il est blessé dans un attentat le visant en 1986[réf. nécessaire]. Il épouse Sandra Georges Ghosn le 25 juin 1987.

Chef des bureaux régionaux Kataeb, il s’oppose à l'accord de Taef en 1989 et à la mise sous tutelle syrienne (traité de fraternité, de coopération et de coordination) en 1991[réf. nécessaire]. En raison de son opposition mais aussi de sa participation aux rassemblements à Baabda contre Taef et la Syrie, il doit quitter le Bureau Politique du Parti. Avec Dany Chamoun, il forme le nouveau Front libanais qui appuiera la guerre de libération de l’armée libanaise contre la Syrie. En 1990, l’assassinat de son compagnon de toujours Elias Zayek et celui de Dany Chamoun le poussent à limiter son action publique. Toutefois, il ne cessera jamais d’exiger la fin des occupations syrienne et israélienne et de dénoncer un pouvoir libanais corrompu et collaborateur. Il fait son retour politique en 2005 durant la Révolution du Cèdre, décide de regrouper les anciens compagnons de Bachir Gemayel, les fondateurs et les anciens cadres, membres et sympathisants des Forces libanaises et étudie un moment la possibilité de retourner au Parti Kataeb.
Fouad Abou Nader effectue un retour politique dans le cadre du lancement de son mouvement, le Front de la Liberté, Jebhet el Horriye.
Il dirige Nawraj, une ONG libanaise partenaire de l'association française (loi 1901) DELTA-Diaspora Euro-libanaise Trans-Associative. En France, il est régulièrement reçu à l'Élysée, à l'Assemblée nationale et au Sénat ainsi que par différents conseils régionaux. Nawraj participe activement à la reconstruction de Beyrouth.
Il est également le cofondateur et le rapporteur de l'Assemblée des Chrétiens d'Orient.
En 2021, Fouad Abou Nader publie, aux Éditions de l'Observatoire, Liban : les défis de la liberté  (ISBN 979-10-329-0906-5) ; coécrit avec Nathalie Duplan et Valérie Raulin), dans lequel il raconte son combat, sa foi dans son pays et les solutions qu'il propose pour que le modèle libanais, « formule unique de coexistence soit viable et vivable. » 